# Gianni Ocleppo
Gianni Ocleppo, né le 6 avril 1957 à Albe, est un joueur de tennis italien.

## Biographie
Gianni Ocleppo fut l'un des meilleurs joueurs italiens pendant les années 1980.

## Palmarès

### Titre en simple messieurs
| No | Date       | Nom et lieu du tournoi | Catégorie  | Dotation | Surface    | Finaliste      | Score    |  |
| -- | ---------- | ---------------------- | ---------- | -------- | ---------- | -------------- | -------- |  |
| 1  | 30-03-1981 | ATP Linz, Linz         | Grand Prix | 50 000 $ | Dur (int.) | Mark Edmondson | 7-5, 6-1 |  |

### Finales en simple messieurs
| No | Date       | Nom et lieu du tournoi                | Catégorie | Dotation | Surface         | Vainqueur      | Score         |  |
| -- | ---------- | ------------------------------------- | --------- | -------- | --------------- | -------------- | ------------- |  |
| 1  | 19-11-1979 | Tournoi de tennis de Bologne, Bologne |           | 75 000 $ | Moquette (int.) | Butch Walts    | 6-3, 6-2      |  |
| 2  | 17-03-1980 | Open de Lorraine, Metz                |           | 50 000 $ | Moquette (int.) | Gene Mayer     | 6-3, 6-3, 6-0 |  |
| 3  | 22-09-1980 | Grand Prix Passing Shot, Bordeaux     |           | 50 000 $ | Terre (ext.)    | Mario Martínez | 6-0, 7-5, 7-5 |  |

### Titres en double messieurs
| No | Date       | Nom et lieu du tournoi              | Catégorie | Dotation | Surface      | Partenaire        | Finalistes                  | Score    |  |
| -- | ---------- | ----------------------------------- | --------- | -------- | ------------ | ----------------- | --------------------------- | -------- |  |
| 1  | 16-06-1980 | Tournoi de tennis de Vienne Vienne  |           | 50 000 $ | Terre (ext.) | C. Roger-Vasselin | Pavel Složil Tomáš Šmíd     | Forfait  |  |
| 2  | 08-09-1980 | Tournoi de tennis de Sicile Palerme |           | 75 000 $ | Terre (ext.) | Ricardo Ycaza     | Víctor Pecci Balázs Taróczy | 6-2, 6-2 |  |

### Finales en double messieurs
| No | Date       | Nom et lieu du tournoi                 | Catégorie       | Dotation  | Surface      | Vainqueurs                      | Partenaire       | Score         |  |
| -- | ---------- | -------------------------------------- | --------------- | --------- | ------------ | ------------------------------- | ---------------- | ------------- |  |
| 1  | 22-09-1980 | Grand Prix Passing Shot Bordeaux       |                 | 50 000 $  | Terre (ext.) | John Feaver Gilles Moretton     | Ricardo Ycaza    | 6-3, 6-2      |  |
| 2  | 09-03-1981 | Egyptian Open Le Caire                 |                 | 75 000 $  | Terre (ext.) | Ismail El Shafei Balázs Taróczy | Paolo Bertolucci | 6-7, 6-3, 6-1 |  |
| 3  | 29-09-1986 | Tournoi de tennis de Sicile Palerme    |                 | 100 000 $ | Terre (ext.) | Paolo Canè Simone Colombo       | Claudio Mezzadri | 7-5, 6-3      |  |
| 4  | 13-04-1987 | Nice International Open Nice           | GP World Series | 89 400 $  | Terre (ext.) | Emilio Sánchez Sergio Casal     | Claudio Mezzadri | 6-4, 6-3      |  |
| 5  | 18-05-1987 | Tournoi de tennis de Florence Florence |                 | 89 400 $  | Terre (ext.) | Wolfgang Popp Udo Riglewski     | Paolo Canè       | 6-4, 6-3      |  |